# Craig Monaghan
Craig Monaghan (7 de marzo de 1967) es un deportista neozelandés que compitió en judo. Ganó dos medallas en el Campeonato de Oceanía de Judo, plata en 1988 y oro en 1990.

## Palmarés internacional
| Campeonato de Oceanía | Campeonato de Oceanía | Campeonato de Oceanía | Campeonato de Oceanía |
| Año                   | Lugar                 | Medalla               | Categoría             |
| --------------------- | --------------------- | --------------------- | --------------------- |
| 1988                  | Sídney (Australia)    | Medalla de plata      | –65 kg                |
| 1990                  | Papeete (Francia)     | Medalla de oro        | –66 kg                |